# Amrit
Amrit (tiếng Ả Rập: عمريت), tên Marathus thời kỳ cổ đại (tiếng Hy Lạp: αραθ ς, Marathos), là một cảng Phoenicia ngày nay nằm gần Tartus ở Syria. Được thành lập vào thiên niên kỷ thứ III trước Công nguyên, Marat (tiếng Phoenician: 𐤌𐤓𐤕, MRT) là thành phố quan trọng cực bắc của Phoenicia cổ đại và là một đối thủ của Arwad lân cận. Trong thế kỷ thứ II trước Công nguyên, Amrit đã bị đánh bại và địa điểm của nó phần lớn bị bỏ hoang, những tàn tích của nó vẫn được bảo tồn tốt nhưng không được tu sửa lại bởi các thế hệ sau.

## Lịch sử
Thành phố nằm trên bờ biển Địa Trung Hải, cách Tartus ngày nay khoảng 6 km (3,7 mi) về phía nam. Hai con sông băng qua thành phố: Nahr Amrit, gần đền chính và Nahr al-Kuble gần đền phụ, một thực tế có thể liên quan đến tầm quan trọng của nước trong các truyền thống tôn giáo ở Amrit. Thành phố có lẽ được thành lập bởi Arvadites, và phục vụ như là căn cứ lục địa của họ. Nó trở thành một trong những thị trấn giàu có nhất dưới sự thống trị của Arwad. Thành phố cùng với Arwad đã đầu hàng Alexander Đại đế vào năm 333 trước Công nguyên. Trong thời kỳ Seleucid, thành phố được gọi là Marathus, có lẽ lớn hơn và thịnh vượng hơn Arwad. Năm 219 trước Công nguyên, Amrit giành được độc lập từ Arwad, sau đó bị lực lượng từ thành phố này cướp phá vào năm 148 trước Công nguyên.

## Khai quật
Cuộc khai quật của địa điểm chủ yếu bắt đầu vào năm 1860 bởi Ernest Renan. Cuộc khai quật một lần nữa được thực hiện vào năm 1954 bởi nhà khảo cổ học người Pháp Maurice Dunand. Đồ gốm tìm thấy tại Amrit cho thấy địa điểm này đã có người ở ngay từ thiên niên kỷ thứ III trước Công nguyên. Những "ngôi mộ silo" thời trung cổ và cuối thời đại đồ đồng cũng được khai quật, với phát hiện từ vũ khí đến hài cốt nguyên bản của con người. Các cuộc khai quật tại nghĩa địa phía nam của thị trấn khám phá một số cấu trúc lăng mộ. Nghệ thuật tang lễ được tìm thấy trong một số ngôi mộ có tháp hình kim tự tháp hoặc hình khối, được coi là một trong những "di tích mộ đáng chú ý nhất của thế giới Phoenicia". Các cuộc khai quật cũng phát hiện ra bến cảng cổ xưa của thị trấn và một sân vận động hình chữ U có từ thế kỷ thứ 4 và thứ 3 trước Công nguyên và có chiều dài khoảng 230 m (750 ft).

### Đền
Một trong những cuộc khai quật quan trọng nhất tại Amrit là ngôi đền Phoenicia, thường được gọi là "ma'abed," dành riêng cho vị thần Melqart của Týros và Eshmun. Ngôi đền được kết nối, khai quật từ năm 1955 đến 1957, bao gồm một vành lớn được cắt ra từ tảng đá có kích thước 47 × 49 m (154 × 161 ft) và sâu hơn 3 m (9,8 ft), được bao quanh bởi một cổng vòm có mái che. Ở trung tâm của quần thể một đá hình khối được bảo quản tốt dựng đứng. Khoảng sân ngoài trời tràn ngập nước của mùa xuân theo truyền thống địa phương, một nét độc đáo của địa điểm này. Ngôi đền có niên đại từ cuối thế kỷ thứ 4 trước Công nguyên, thời kỳ sau Ba Tư mở rộng sang Syria, cho thấy ảnh hưởng lớn của Nhà Achaemenid trong cách bố trí và trang trí. Theo nhà khảo cổ học người Hà Lan, Peter Akkermans, ngôi đền là "cấu trúc tượng đài được bảo tồn tốt nhất từ "quê hương Phoenician".
Một ngôi đền thứ hai, được du khách mô tả đến địa điểm này vào năm 1743 và 1860 và được cho là đã biến mất, [4] sau đó được phát hiện bởi sứ mệnh khảo cổ Syria gần Nahr al-Kuble.

### Sân vận động

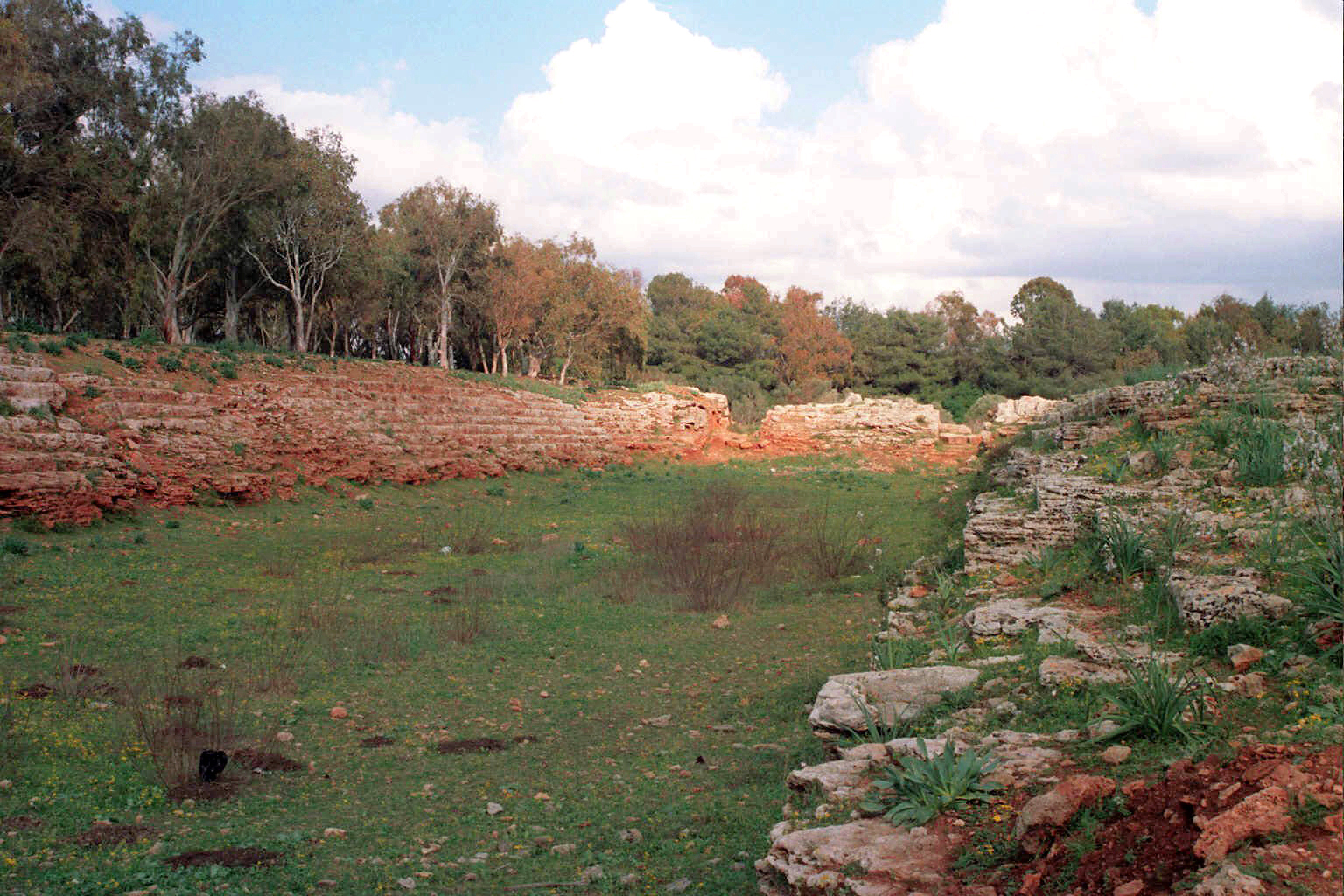
Sân vận động Phoenician trước Olympic ở phía bắc Amrit

Khoảng 200 m (660 ft) về phía đông bắc của những ngôi đền chính Marathos cổ đại và 180 m (590 ft) về phía bắc của Amrit Tell là phần còn lại của một sân vận động Phoenicia được chạm khắc bằng đá. Nó được ngăn cách với hai địa điểm khảo cổ khác bởi Nahr al-Amrit và một địa điểm được người dân địa phương gọi là al-Meqla '(mỏ đá'). Sân vận động Amrit được mô tả lần đầu tiên vào năm 1745 bởi Richard Pococke trong Phần 2 của cuốn sách,  A Description of the East, and Some Other Countries, là nơi tổ chức một Rạp xiếc cổ đại. Ernest Renan đã kiểm tra nó vào năm 1860 và thảo luận về nó trong cuốn sách của mình Mission de Phénicie, đưa ra kết luận rằng toàn bộ khu phức hợp không phải là của La Mã và sân vận động chắc chắn là của Phoenicia. Sân vận động dài khoảng 225 đến 230 mét và rộng 30 đến 40 mét, nó có kích thước tương tự sân vận động Olympia ở Hy Lạp (213 × 31/32 mét). Bảy hàng ghế đã được bảo quản một phần. Sân vận động mở về phía tây và có hai lối vào ở phía đông giữa các ghế. Ngoài ra, có một đường hầm vào bên trong. Sân vận động nằm ở một góc bên phải của ngôi đền chính Amrit, Maabed. Các ngôi đền ở phía bắc và phía tây có mặt mở vì thế sân vận động tạo thành một giao lộ chung. Người ta tin rằng sân vận động Amrit là nơi diễn ra các cuộc thi thiêng liêng, nơi diễn ra các trò chơi xức dầu và tang lễ. Labib Boutros, cựu giám đốc thể thao tại Đại học Hoa Kỳ Beirut đã tiến hành các nghiên cứu gần đây về sân vận động và cho rằng việc xây dựng của nó có thể có từ năm 1500 trước Công nguyên, nói rằng sân vận động Amrit "dành cho thể thao ở Phoenicia nhiều thế kỷ trước Thế vận hội Olympic".

### Nghĩa địa

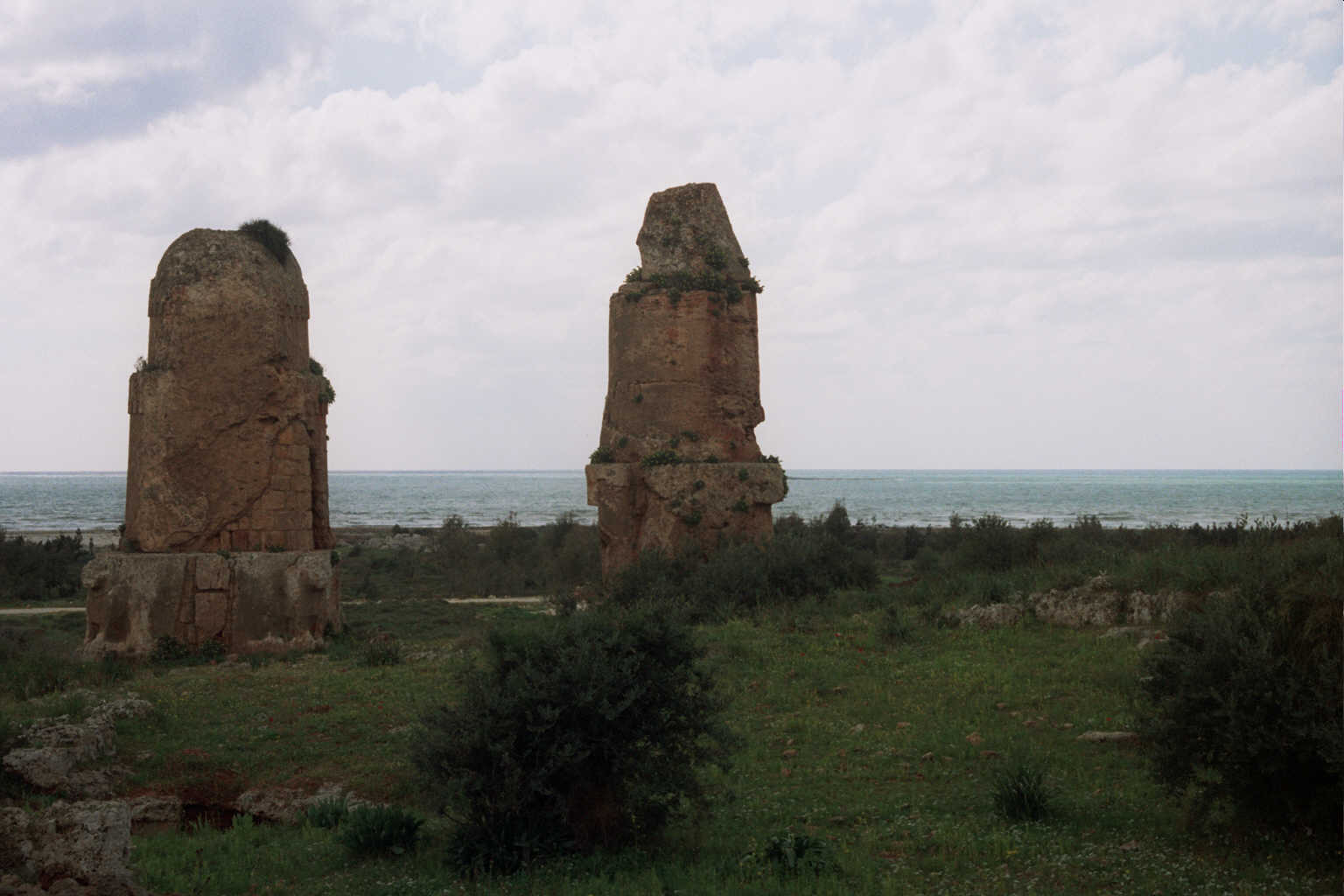
Tháp chôn cất tại Amrit được gọi là "al Maghazil" hoặc The Spindles

Thành phố cổ ở phía nam Amrit bao gồm các phòng chôn cất dưới lòng đất và hai tòa tháp chôn cất nổi bật được người dân địa phương gọi là "al Maghazil" hoặc The Spindles cao tới 7,5 m (25 ft). Tòa tháp lớn hơn bao gồm một nền đá vuông với một khối hình trụ hơi hướng lên trên với đường kính cơ sở 3,7 m (12 ft), giống một kim tự tháp cụt đỉnh, bị hư hỏng nặng. Tòa thứ hai này cách khoảng 12 mét về phía đông nam và không cao hơn 7 m (23 ft). Tại nền của nó là ba phần hình trụ có đường kính giảm và chấm dứt trong một mái vòm. Ở xi lanh thấp hơn, đến các góc của các tấm đế vuông, có bốn con sư tử trang trí cho tòa nhà, có thể chưa được hoàn thành. Các cuộc khai quật của các phòng chôn cất ở phía đông của các tòa tháp đã phát hiện ra những phát hiện có từ thế kỷ thứ 5 trước Công nguyên. Đá vôi mịn và đất sét quan tài đã được tìm thấy sắp xếp theo hình dạng hộp kín như trong buồng. Những ngôi mộ khác nằm ở phía nam của Nahr al-Qubli, "al-Burǧ Bazzāq" hoặc tháp Worm, một cấu trúc phi thường ban đầu cao 19,50 mét và Hypogeum "Ḥaǧar al-Ḥublā" với ba phòng chôn cất vẫn còn được sử dụng trong thời La Mã.

## Bảo tồn
Amrit được đưa vào danh sách theo dõi của Quỹ Di tích Thế giới năm 2004 và 2006 về các địa điểm khảo cổ đang bị đe dọa. Quỹ kêu gọi sự chú ý đến sự xuống cấp nhanh chóng của địa điểm do phá hoại và xâm lấn phát triển. Năm 2006, một hội thảo kéo dài ba ngày được tổ chức với sự tham gia của UNESCO, Tổng cục Cổ vật và Bảo tàng Syria và các nhà quản trị viên địa phương chịu trách nhiệm về các địa điểm của Amrit, Tartus và Arwad.

## Thư viện ảnh

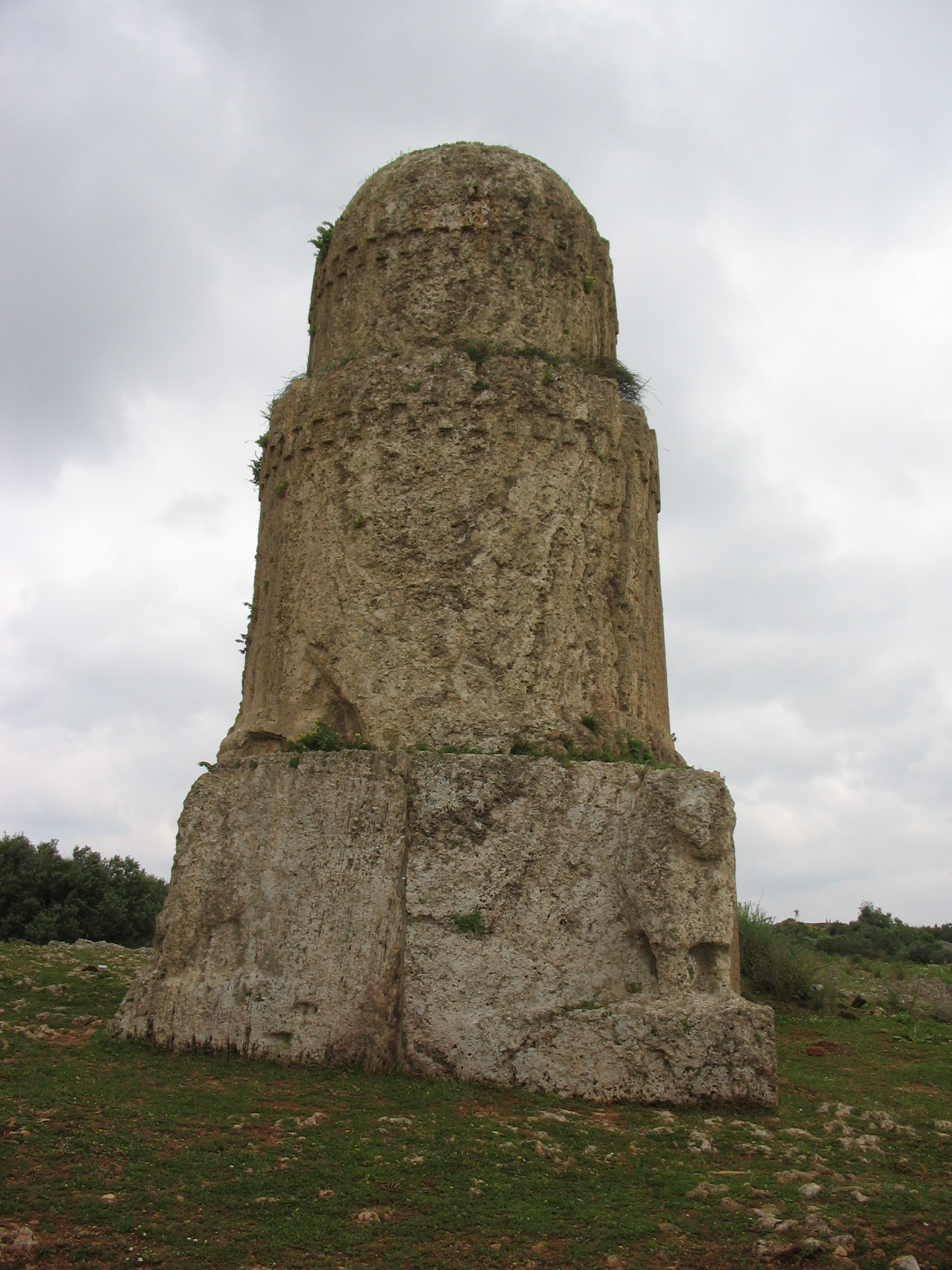
Ngôi mộ Meghazil, Amrit năm 2006
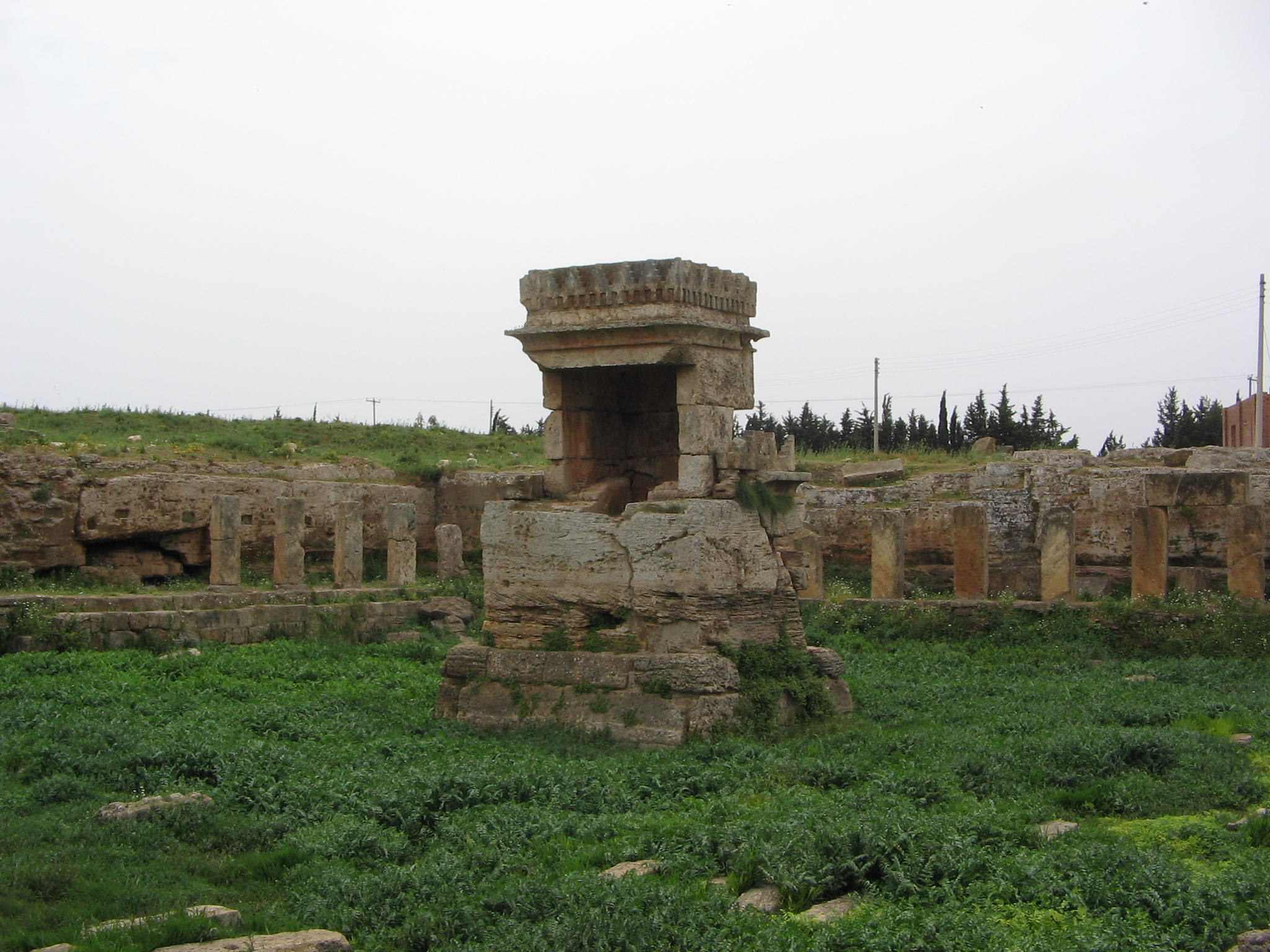
Đền Phoenician (Ma'abed), Amrit năm 2006
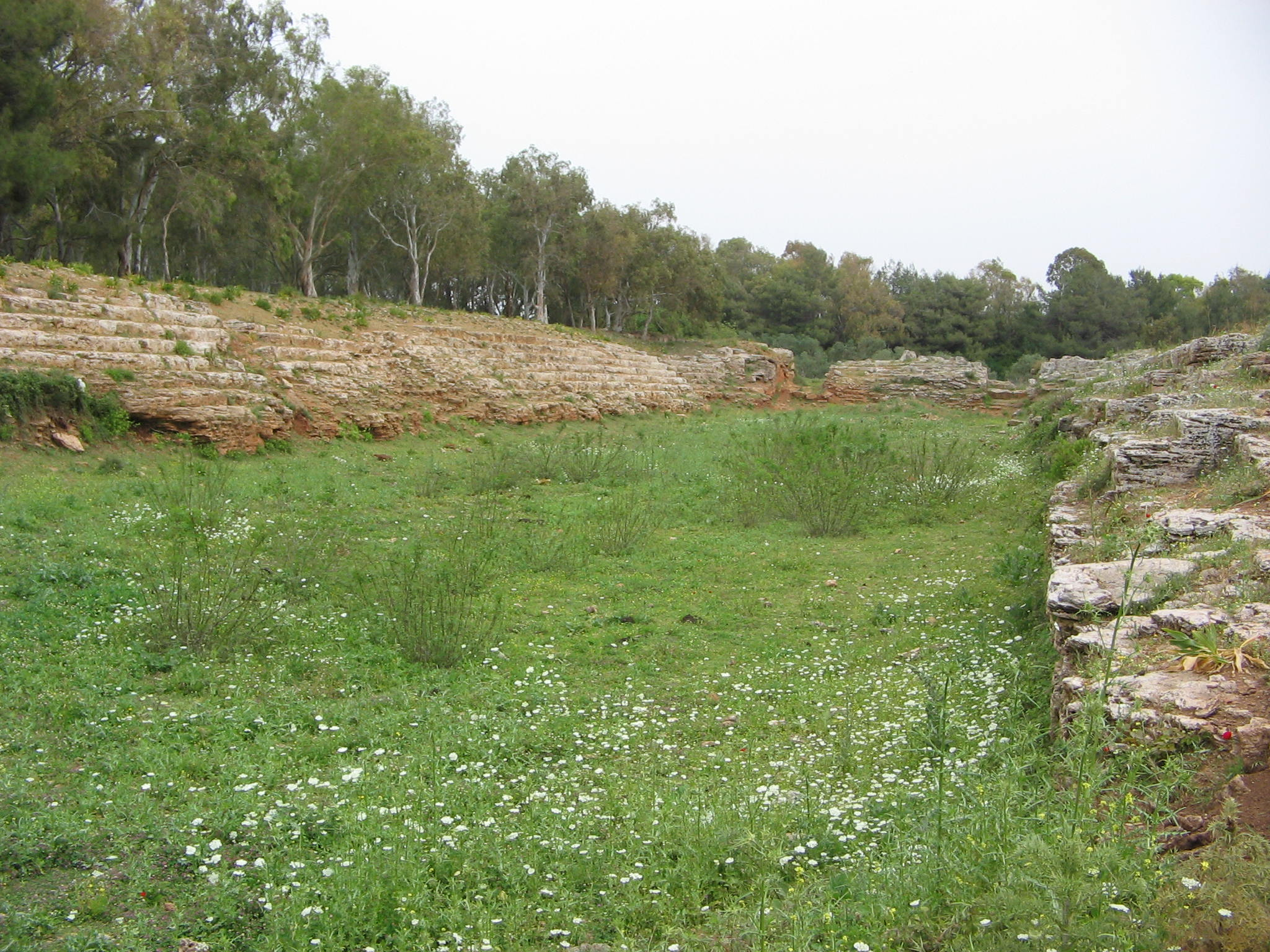
Sân vận động Phoenician, Amrit năm 2006